# تومي جو مارتينز
تومي جو مارتينز (بالإنجليزية: Tommy Joe Martins)‏ هو سائق سباق أمريكي، ولد في 7 ديسمبر 1986 في كومو في الولايات المتحدة.

## وصلات خارجية
- الموقع الرسمي
- تومي جو مارتينز على موقع Racing-Reference.info (الإنجليزية)